# Sandrews

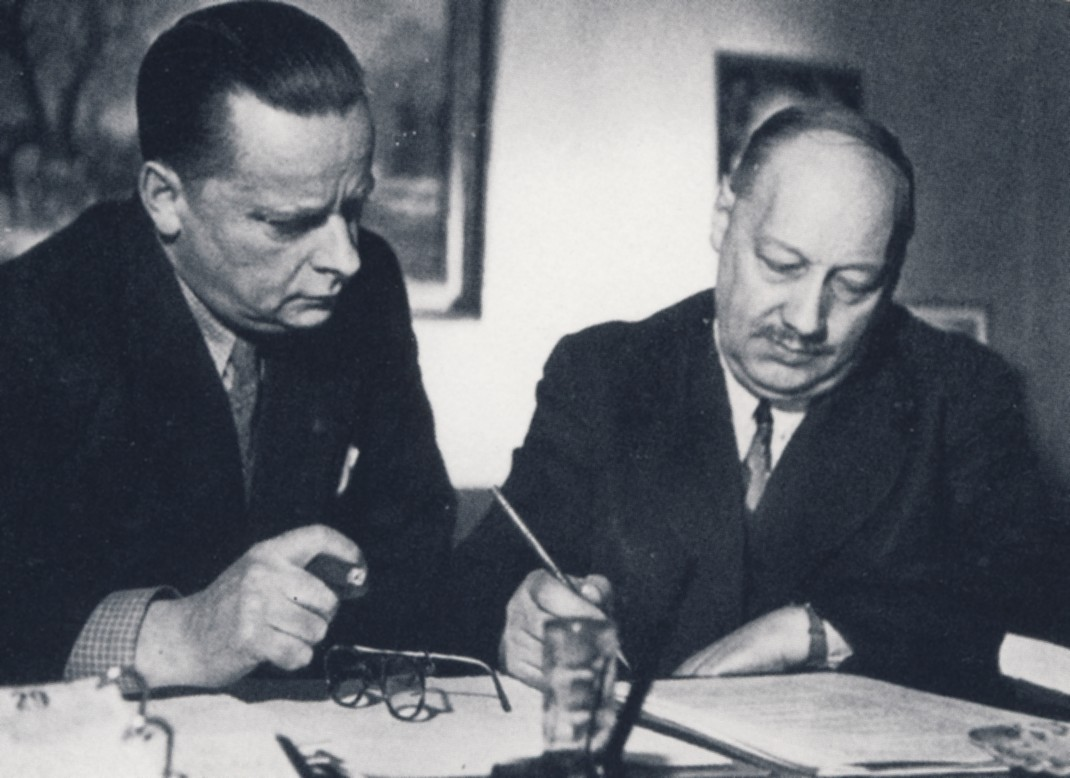
Anders Sandrew (t.h) med producenten och regissören Schamyl Bauman, 1939.

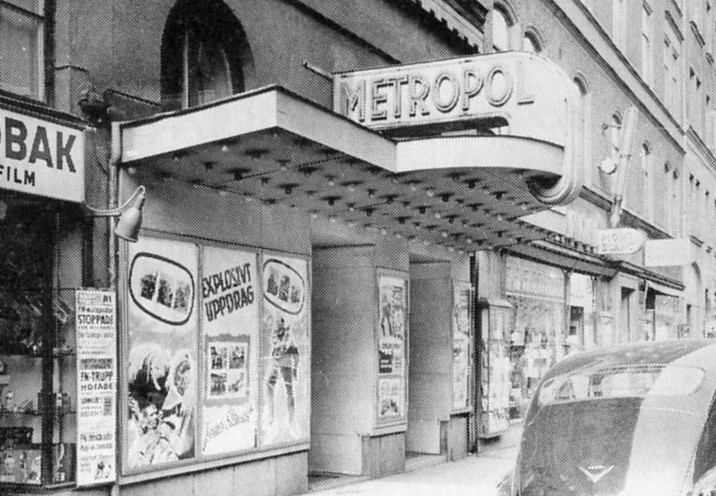
Sandrews första biograf - Metropol - som öppnade 1926. Foto 1962.

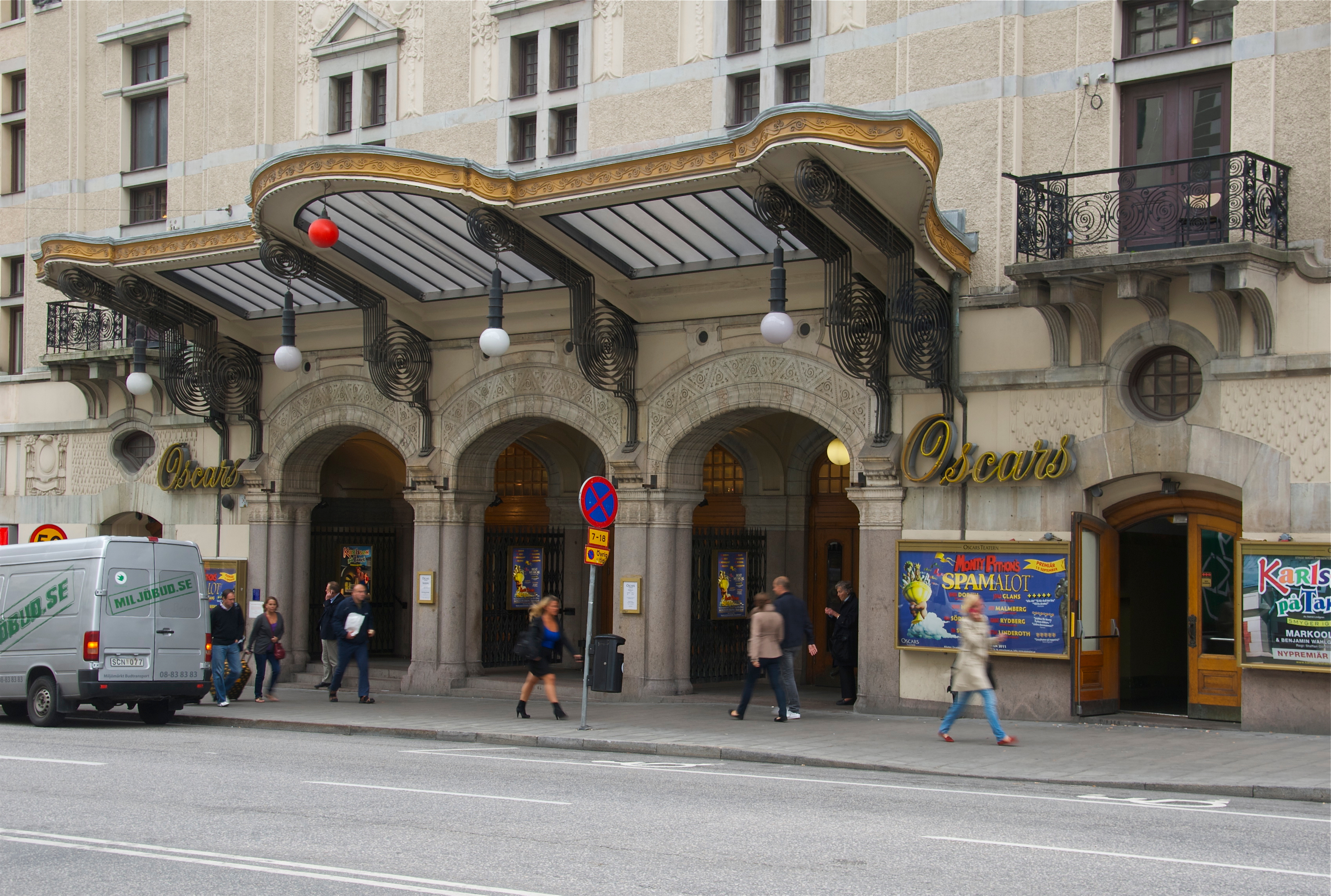
Oscarsteatern i Stockholm tillhörde Sandrews 1947 till 1998.

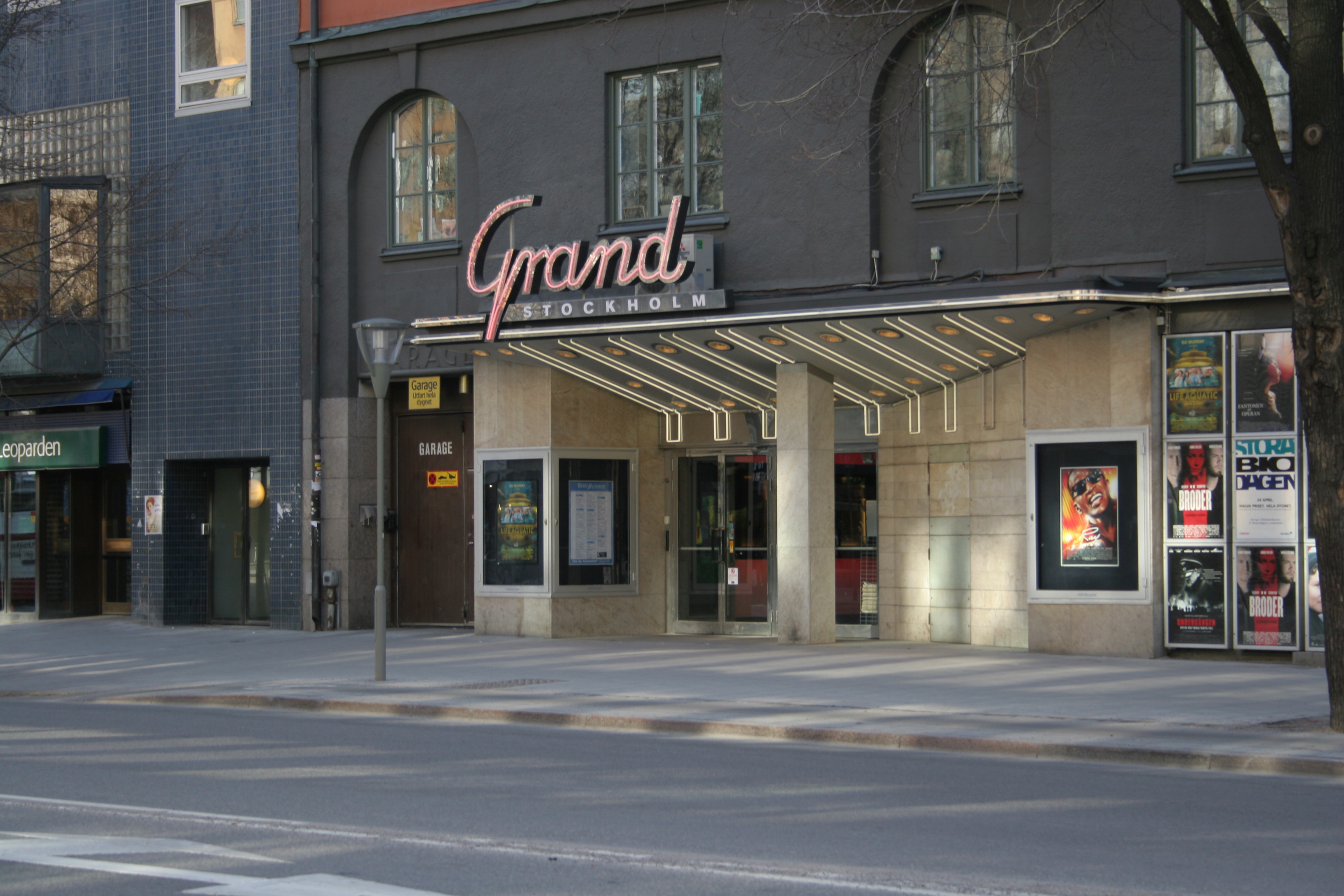
Biografen Grand blev Sveriges första "biografkomplex". Sandrews lät bygga om biografen och återinvigde den 1970 med tre salonger under namnet Grand 1-2-3. I dag drivs biografen av Svenska Bio.

Sandrews, eller Sandrewkoncernen, kallas den grupp av film- och teaterbolag som tillhörde eller utvecklades ur AB Sandrew-biograferna. Bolaget grundades 1937 av Anders Sandrew (1885–1957). Efter hans död övergick ägandet till den nybildade Anders Sandrews stiftelse som 1964 samlade de olika teater- och filmbolagen under Sandrew Film & Teater AB. Under 1990-talet bildades Sandrew Metronome AB, först genom en bolagsbildning med danska Metronome och därefter med norska Schibsted. Bolagets biografer såldes 2004, år  2006 blev Schibsted huvudägare och 2011 upphörde Sandrew Metronome med sin distribution av biograffilm.

## Historik

### Under Anders Sandrews tid
Specerihandlaren Anders Sandrew hade under 1920-talet byggt upp en biografkedja med 16 biografer i Stockholm. År 1931 började han samarbeta med produktionsbolaget Europa Film för att få tillgång till fler svenska filmer. Tack vare samarbetet visades bland annat de publikdragande Edvard Persson-filmerna på Sandrews biografer. Biografrörelsen ombildades 1937 till aktiebolaget Sandrew-biograferna. Året efter övertog Anders Sandrew det konkursdrabbade bolaget Irefilms filmateljé som nu blev AB Sandrew-Ateljéerna och han startade ett filmbolag med regissören och producenten Schamyl Bauman. Sandrew blev dessutom delägare i Lorens Marmstedts bolag Terrafilm som producerade åtskilliga ambitiösa filmer. Under 1940- och 50-talen gjorde bolagen runt 10–15 filmer per år. Sandrew blev också delägare i Royal Film som hade biografer i landsorten och förvärvade Centrumateljéerna på Djurgården. År 1948 köpte Sandrew tillsammans med Europa Film filmlaboratoriet AB Film-labor.
Parallellt med filmverksamheten drev Anders Sandrew teatrar. Det började 1937 med att han satte upp sommarvaritéer på sin biograf Royal i Stockholm. År 1941 skaffade han Scala-Teatern för att uppföra revyer och musikaler. Ett år senare blev han ägare till Södra Teatern vid Mosebacke torg, som också blev en revyteater, och 1947 övertog han Oscarsteatern – hans dyraste, käraste och mest prestigefyllda teaterverksamhet. Under de följande decennierna spelades här en rad kända operetter och musikaler.
Efter Anders Sandrews död 1957 övergick ägandet av moderbolaget AB Sandrew-biograferna och de olika film- och teaterbolagen till Anders Sandrews stiftelse. Verkställande direktör för stiftelsen var Eric Wennerholm.

### Anders Sandrews stiftelse
Anders Sandrews stiftelse bildades 1958 och sålde under 1990- och 2000-talen biograf-, film- och teaterbolagen. Stiftelsen har sina tillgångar placerade i börsnoterade aktier och delar varje år ut ett sextiotal utbildningsstipendier till unga inom film, musik och scenkonst samt ett mindre antal förtjänststipendier för uppskattad och respekterad konstnärlig gärning. 

### Sandrew Film & Teater AB
I början av 1960-talet fanns inom Sandrewskoncernen:  AB Sandrew-biograferna (stockholmsbiografer), AB Royal Film (landsortsbiografer), produktionsbolaget AB Sandrew-Ateljéerna (som nu låg i Filmstaden), AB Sandrew-Film (distribution), annonsbolaget AB Filmkontakt (samägt med SF) och AB Oscarsteatern (Oscars och Scala). De olika bolagen samlades 1964 under Sandrew Film och Teater AB. År 1963 blev Göran Lindgren direktörsassistent och senare VD för hela Sandrews. Under Lindgrens tid som direktör för Sandrews övertog bolaget Intiman, Maximteatern och Vasateatern i Stockholm.
Som teaterbolag blev Sandrews framför allt känt för den mängd populära musikaler som sattes upp på Oscarsteatern – Glada Änkan (1954, 1967), My Fair Lady (1958–1961), West Side Story (1962,1965,1991,1997), La Cage Aux Folles (1987) och Fantomen på Operan (1989–1995). Inom filmområdet producerade Sandrew Film & Teater bland annat kvalitetsfilmer som Fröken Julie av Alf Sjöberg (1951), Jag är nyfiken – gul av Vilgot Sjöman (1967), Flickorna av Mai Zetterling (1968), Giliap av Roy Andersson (1975) och Offret av Andrej Tarkovskij (1986).

### Sandrews, Metronome och Schibsted
Vid mitten av 1980-talet hade Sandrews 83 biosalonger på 24 orter i landet och distributionsrättigheter till en mängd utländska filmer samt producerade mellan två och fyra svenska filmer per år. År 1990 bildar Sandrews ett gemensamt bolag med danska Metronome. Två år senare delades Sandrew Film & Teater AB upp i Sandrew AB för teaterverksamheten och Sandrew Film AB för produktion och distribution av film. 
Sandrew Film AB producerade sin sista film 1998. Vid samma tid lämnade Sandrews sina tre kvarvarande teatrar – Intiman, Oscars och Vasan.
År 1996 köper den norska mediakoncernen Schibsted Metronome och 1998 bildar Sandrew och Schibsted biograf- och distributionsbolaget Sandrew Metronome med verksamhet i hela Norden. 2004 sålde Sandrew Metronome sina biografer i Sverige till Triangelfilm, Fladen Film och  Atlantic Film, som drev dem under namnet Astoria Cinemas tills de gick i konkurs ett par år senare.
Schibsted blev huvudägare av Sandrew Metronome 2006  och 2011 meddelade bolaget att man lägger ned distributionen av biograffilm. Kvar blev bara DVD-verksamheten. Två år senare, 2013, sålde Schibsted bolaget. Sandrew Metronome hade då rättigheterna till cirka 360 filmer, inklusive distributionsrättigheter till några internationella storfilmer och samproduktionsrättigheter till bland annat Bröllopsfotografen och Låt den rätte komma in. Sandrew Metronome såldes till en grupp investerare och bolagets tidigare VD.

## Biografer
Stockholm:
- Astoria
- Biopalatset
- Grand
- Royal
- Victoria

Övriga landet (urval):
- Biopalatset, Göteborg
- Biopalatset, Malmö
- Biopalatset, Borlänge
- Royal, Uppsala
- Sandrew 1-2-3, Lund

## Teatrar
- Sommarrevyer på biografen Royal 1937–1950
- Scalateatern 1941–1974
- Södra teatern 1942–1955
- Oscars 1947–1998
- Maximteatern 1966–1978
- Intiman 1966–1998
- Vasateatern 1984–1998